# 图希诺营地

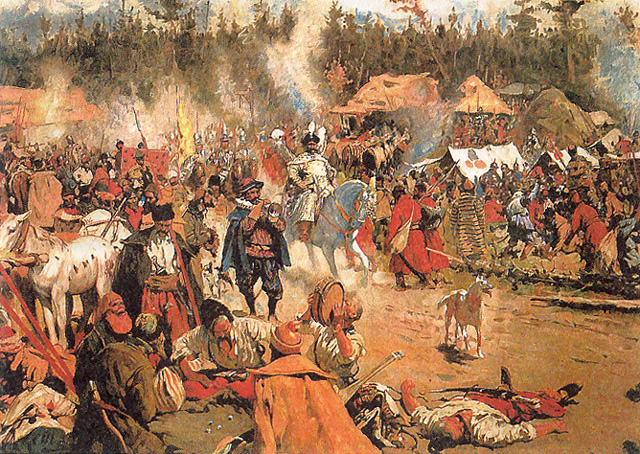
图希诺营地

图希诺营地（俄语：Тушинский лагерь）是位於莫斯科周圍的图希诺村附近的偽德米特里二世的营地，1608年6月到1609年12月期間，偽德米特里二世駐扎於此，他因此也被俄羅斯沙皇國當局稱為"图希诺贼 "。所有當時对沙皇瓦西里四世不满的人都紛紛前往图希诺营地。